# Vereniging voor Sociologie
De Vlaamse Vereniging voor Sociologie is een feitelijke vereniging die tot doel heeft 'de beoefening en ontwikkeling van de sociologie te bevorderen en de beroepsbelangen van de sociologen te behartigen'.

## Geschiedenis
De Vereniging voor Sociologie werd op 17 december 1975 opgericht. Sinds 1899 bestond er een Société Belge de Sociologie / Belgische Vereniging voor Sociologie (heropgericht in 1950). In 1975 werd deze Belgische vereniging gesplitst in een Franstalige en een Nederlandstalige organisatie, respectievelijk de Association des Sociologues Belges de Langue Française (ASBLF) en de Vereniging voor Sociologie (VVS).

## Activiteiten
De Vereniging voor Sociologie geeft een wetenschappelijk tijdschrift uit, het Tijdschrift voor Sociologie. Ze neemt ook deel aan de uitgave van het sociaal-wetenschappelijke magazine Facta.
De VVS organiseert lezingen, debatten en congressen. Elk jaar organiseert ze in samenwerking met de Nederlandse Sociologische Vereniging de Dag van de Sociologie. 
De VVS informeert haar leden en maakt de sociologie voor andere geïnteresseerden zichtbaar met de website Sociologie in Vlaanderen en de agenda Sociodata.

## Internationaal
De Vereniging voor Sociologie vertegenwoordigt haar leden op het internationale forum via haar lidmaatschap van de European Sociological Association en de International Sociological Association.

## Referentie
- An Jacobs en Kurt De Wit (2004), Verzilvering van een collectieve inspanning. Context, ontstaan en evolutie van het Tijdschrift voor Sociologie (1980-2004), pp. 37-72 in Tijdschrift voor Sociologie, 25 (1), themanummer "25 jaar Tijdschrift voor Sociologie"